# T.G.I. Fridays
T.G.I. Fridays는 미국의 레스토랑 체인으로, 세계 60개국 이상에서 992개의 점포를 운영하고 있다. 회사 이름은 "Thank God It's Friday."에서 유래되었다. 그러나 2010년부터 TV 광고에서 "Thank Goodness It's Friday."라는 대체 문구를 사용한다. 또한, 메뉴 커버도 그렇게 사용한다.

## 역사
Alan Stillman이 뉴욕에서 1965년부터 영업을 시작했다. 2014년 5월 30일, T.G.I. Fridays는 Sentinel Capital Partners과 TriArtisan Capital Partners에 다시 팔렸다.
2024년 11월 2일, T.G.I. Fridays는 미국에서 파산 보호를 신청했다.

## 대한민국 진출

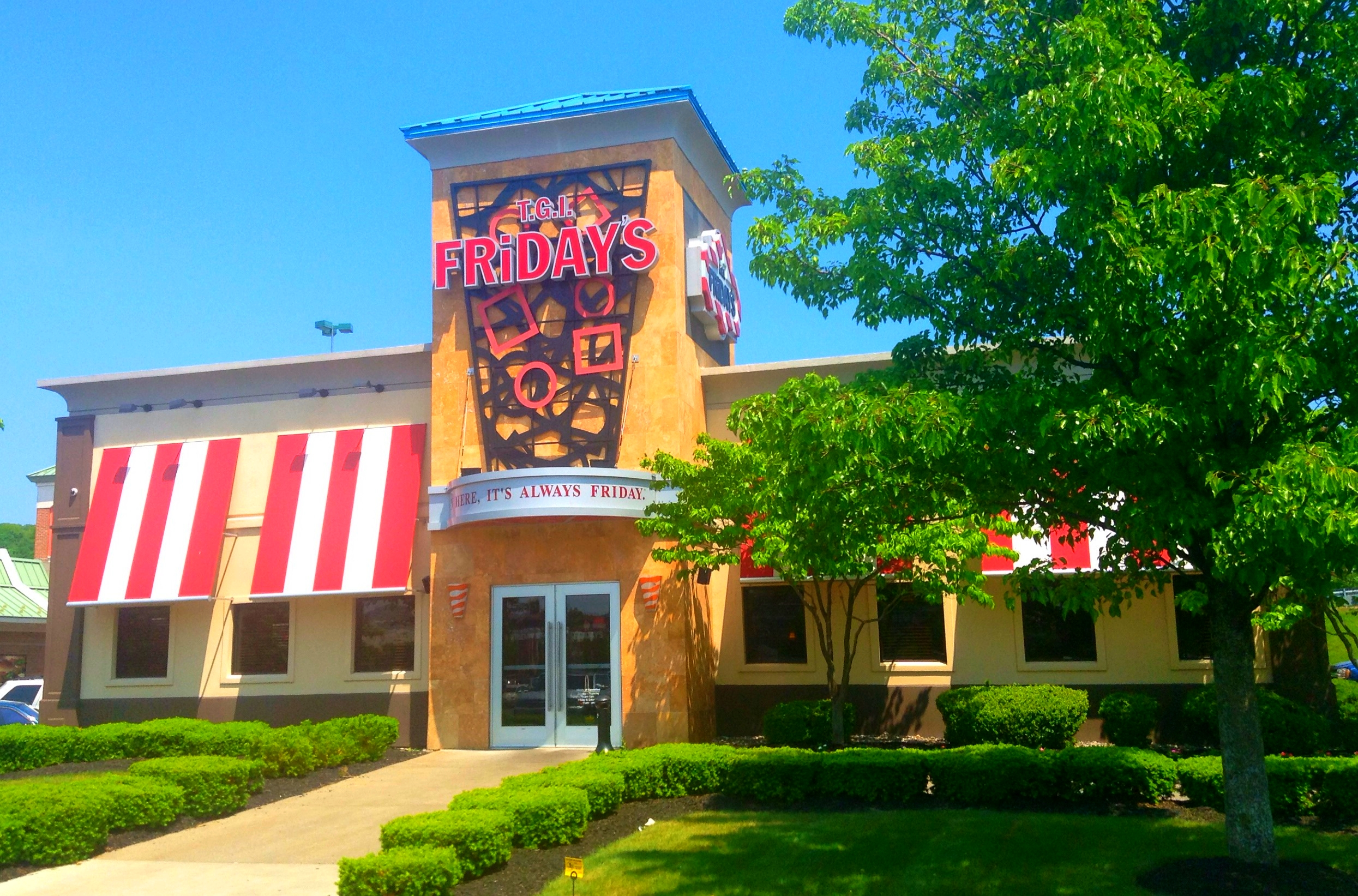
코네티컷주에 있는 T.G.I. Friday's

대한민국에서는 1992년 3월 1일 럭키금성그룹의 관련사 (주)아시안스타와의 기술제휴로 설립하고 개점했으나 2002년 롯데그룹이 T.G.I Fridays를 운영하는 푸드스타의 최대주주인 홍콩계 투자회사 HSBC프라이비트이퀴티의 지분 75% 중 70%를 501억원으로 인수하고 롯데그룹으로 편입하여 현재까지 롯데GRS의 계열사로 이어졌다. 2025년 3월 31일을 끝으로 33년만에 모든 매장이 철수했다. 일부 매장들은 매드포갈릭이나 빕스로 전환하였다.
2000년대 초반 패밀리 레스토랑 붐을 타고 큰 인기를 얻어 2003년까지 국내 패밀리 레스토랑 점유율 1위를 차지했으나, 2004년 아웃백에 1위 자리를 내주었다. 이 후 2010년대 초반부터 패밀리 레스토랑의 인기가 하락하면서 이에 직격탄을 맞았는데, 2017년 사모펀드에 인수된 이후 툼바호크 스테이크 등의 메뉴를 내세우며 메뉴의 차별성을 내세워 생존한 아웃백과 달리 T.G.I Fridays는 요식업계의 변화하는 트렌드 속에서 위기와 한계를 극복하지 못하고 결국 몰락하고 말았다.